# Bopyridae
Famille
Les Bopyridae sont une famille de crustacés isopodes. Les membres de cette famille sont des ectoparasites d'autres crustacés : crabes et crevettes. Ils vivent au niveau de leurs branchies ou à l'intérieur de leur carapace, dont ils causent des déformations. De telles déformations ont été observées chez des crustacés fossiles.

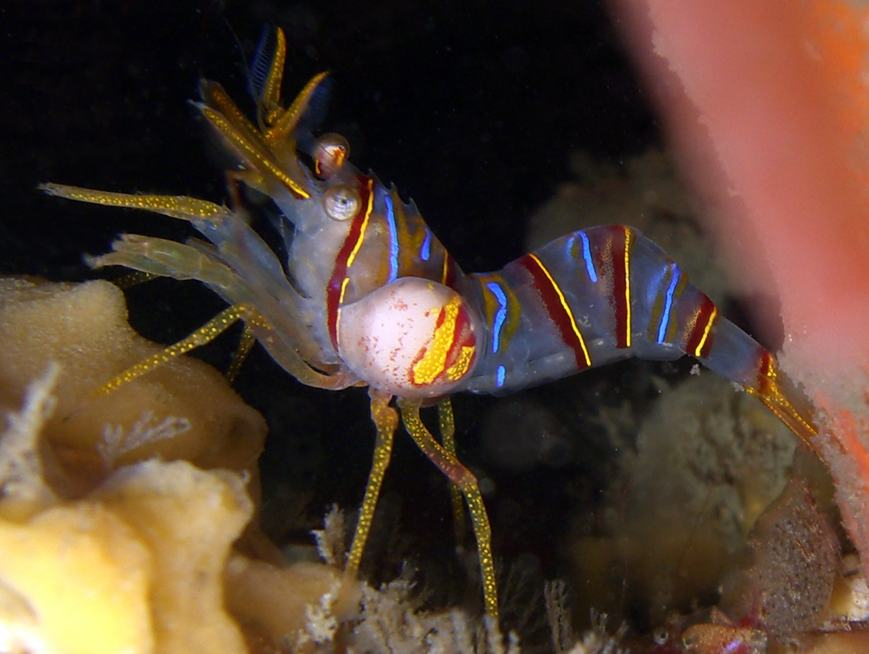
Une crevette Lebbeus grandimanus à la carapace gonflée par un Bopyridae (sans doute Bopyroides hippolytes).

## Liste des genres
- Acrobelione Bourdon, 1981
- Allobopyrus Bourdon, 1983
- Allodiplophryxus Markham, 1985
- Allokepon Markham, 1982
- Allorbimorphus Bourdon, 1976
- Anacepon Nierstrasz et Brender a Brandis, 1931
- Anathelges Bonnier, 1900
- Anchiarthrus Markham, 1992
- Anisarthrus Giard, 1907
- Anisorbione Bourdon, 1981
- Anomophryxus Shiino, 1937
- Anuropodione Bourdon, 1967
- Apocepon Nierstrasz et Brender a Brandis, 1930
- Apophrixus Nierstrasz et Brender a Brandis, 1931
- Aporobopyrina Shiino, 1934
- Aporobopyroides Nobili, 1906
- Aporobopyrus Nobili, 1906
- Argeia Dana, 1852
- Argeiopsis Kensley, 1974
- Astalione Markham, 1975
- Asymmetrione Codreanu, Codreanu et Pike, 1965
- Athelges Hesse, 1861
- Atypocepon Nierstrasz et Brender a Brandis, 1931
- Azygopleon Markham, 1985
- Balanopleon Markham, 1974
- Bathygyge Hansen, 1897
- Bopyrella Bonnier, 1900
- Bopyrina Kossmann, 1881
- Bopyrinella Nierstrasz et Brender à Brandis, 1925
- Bopyrinina Shiino, 1933
- Bopyrione Bourdon et Markham, 1980
- Bopyriscus H. Richardson, 1905
- Bopyrissa Nierstrasz et Brender à Brandis, 1931
- Bopyroides Stimpson, 1864
- Bopyrophryxus Codreanu, 1965
- Bopyrosa Nierstrasz et Brender a Brandis, 1923
- Bopyrus Latreille, 1802
- Cancricepon Giard et Bonnier, 1887
- Carcinione Bourdon, 1983
- Cardiocepon Nobili, 1906
- Castrione Brasil Lima, 1980
- Cataphryxus Shiino, 1936
- Coxalione Bourdon, 1977
- Cryptobopyrus Schultz, 1977
- Dactylokepon Stebbing, 1910
- Dicropleon Markham, 1972
- Diplophryxus Richardson, 1904
- Entophilus H. Richardson, 1903
- Eophrixus Caroli, 1930
- Epicepon Nierstrasz et Brender a Brandis, 1931
- Epipenaeon Nobili, 1906
- Epiphrixus Nierstrasz et Brender a Brandis, 1932
- Eragia Markham, 1994
- Ergyne Risso, 1816
- Eriphrixus Markham, 1990
- Filophryxus Bruce, 1972
- Gareia Bourdon et Bruce, 1983
- Gigantione Kossmann, 1881
- Grapsicepon Giard et Bonnier, 1887
- Gyge Cornalia et Panceri, 1861
- Hemiarthrus Giard et Bonnier, 1887
- Hemiphryxus Bruce, 1978
- Heterocepon Shiino, 1936
- Hypercepon Danforth, 1972
- Hyperphrixus Nierstrasz et Brender à Brandis, 1931
- Hypocepon Nierstrasz et Brender a Brandis, 1930
- Hypohyperphrixus Nierstrasz et Brender a Brandis, 1932
- Hypophryxus Shiino, 1934
- Ione Latreille, 1817
- Ionella Bonnier, 1900
- Kepon Duvernoy, 1841
- Kolourione Markham, 1978
- Leidya Cornalia et Panceri, 1861
- Litobopyrus Markham, 1982
- Lobocepon Nobili, 1905
- Loki Markham, 1972
- Mediophrixus Markham, 1990
- Megacepon George, 1946
- Mesocepon Shiino, 1951
- Mesophryxus Bruce, 1973
- Metacepon Nierstrasz et Brender a Brandis, 1931
- Metaphrixus Nierstrasz et Brender à Brandis, 1931
- Minicopenaeon Bourdon, 1979
- Miophrixus Barnard, 1955
- Munidion Hansen, 1897
- Nikione Kensley, 1974
- Ogyridione Markham, 1988
- Onychocepon Perez, 1921
- Orbimorphus Richardson, 1910
- Orbione Bonnier, 1900
- Orophryxus Bruce, 1972
- Orthione Markham, 1988
- Ovobopyrus Markham, 1985
- Pagurion Shiino, 1933
- Palaemonellione Markham, 1989
- Parabopyrella Markham, 1985
- Parabopyriscus Markham, 1985
- Parabopyrus Shiino, 1934
- Paracepon Nierstrasz et Brender a Brandis, 1931
- Paragigantione Barnard, 1920
- Parapagurion Shiino, 1933
- Parapenaeon Richardson, 1904
- Parapenaeonella Shiino, 1949
- Parapleurocrypta Chopra, 1923
- Parapleurocryptella Bourdon, 1972
- Parargeia Hansen, 1897
- Parathelges Bonnier, 1900
- Parione Richardson, 1910
- Parionella Nierstrasz et Brender a Brandis, 1923
- Parionina Nierstrasz et Brender a Brandis, 1929
- Parioninella Nierstrasz et Brender a Brandis, 1930
- Pauperella Nierstrasz et Brender a Brandis, 1929
- Phryxus Rathke, 1843
- Phyllodurus Stimpson, 1857
- Pleurocrypta Hesse, 1865
- Pleurocryptella Bonnier, 1900
- Pleurocryptina Nierstrasz et Brender a Brandis, 1929
- Pontobopyrus Markham, 1979
- Portunicepon Giard et Bonnier, 1887
- Probopyria Markham, 1985
- Probopyrinella Nierstrasz et Brender à Brandis, 1929
- Probopyrione Bourdon, 1983
- Probopyriscus Markham, 1982
- Probopyrus Giard et Bonnier, 1888
- Probynia Bourdon et Bruce, 1983
- Procepon Shiino, 1937
- Progebiophilus Codreanu et Codreanu, 1963
- Propseudione Shiino, 1933
- Prosynsynella Nierstrasz et Brender a Brandis, 1929
- Pseudione Kossmann, 1881
- Pseudionella Shiino, 1949
- Pseudostegias Shiino, 1933
- Rhopalione Perez, 1920
- Schizobopyrina Markham, 1985
- Scyracepon Tattersall, 1905
- Shiinoella Bourdon, 1972
- Stegias Richardson, 1904
- Stegoalpheon Chopra, 1923
- Stegophryxus Thompson, 1902
- Synsynella Hay, 1917
- Trapezicepon Bonnier, 1900
- Tylokepon Stebbing, 1904
- Upogebione Markham, 1985
- Upogebiophilus Nobili, 1906
- Urobopyrus Richardson, 1904